# Perpetual Flame
Perpetual Flame – szesnasty studyjny album szwedzkiego gitarzysty Yngwiego Malmsteena. Muzyka zawarta na nim to typowy dla Malmsteena szybki i melodyjny metal nawiązujący do muzyki poważnej. Na płycie prezentuje się nowy wokalista – Tim "Ripper" Owens. Jest to również pierwszy album muzyka wydany przez jego własną wytwórnie muzyczną Rising Force Records.

## Lista utworów
muzyka i słowa: Yngwie Malmsteen
1. Death Dealer (5:26)
2. Damnation Game (5:04)
3. Live to Fight (Another Day) (6:13)
4. Red Devil (4:07)
5. Four Horsemen (Of the Apocalypse) (05:23)
6. Priest of the Unholy (6:47)
7. Be Careful What You Wish For (5:29)
8. Caprici Di Diablo (4:28)
9. Lament (4:31)
10. Magic City (7:26)
11. Eleventh Hour (8:03)
12. Heavy Heart (5:58)

## Twórcy
- Yngwie Malmsteen - gitara, gitara basowa, instrumenty klawiszowe, śpiew, produkcja, inżynieria
- Tim Owens - śpiew
- Derek Sherinian - instrumenty klawiszowe
- Patrick Johansson - perkusja
- Roy Z - miksowanie
- Maor Appelbaum - mastering